# Osmán I
Osmán I (Söğüt, c.1258 —Bursa, c.1326) (en turco: 'Sultan Osman Gazi'; Osmán es una deformación del árabe: عُثمَان `uθmān, `Uthman; en turco: gazi, 'triunfador, combatiente de la fe') fue el líder de la tribu Kayi y el fundador de la dinastía otomana, que más tarde, estableció y gobernó el Imperio Otomano, que existió hasta poco después de la Primera Guerra Mundial. 
Era hijo de Ertuğrul y le sucedió en 1281 como rey suborbinado del Imperio selyúcida. Osmán aprovechó la debilidad de los imperios selyúcida y bizantino para establecer y fortalecer su emirato.
El puente Osman Gazi —inaugurado en 2016 y que cruza el golfo de Ízmit y es el 4.º puente colgante más largo del mundo (en abril de 2018)— honra su memoria.

## Biografía
Debido a la escasez de fuentes históricas que datan de su vida, ha sobrevivido muy poca información objetiva sobre Osmán. Los otomanos no registraron su historia hasta el siglo XV, más de 100 años después de su muerte, por esto es que a los historiadores les resulta muy difícil diferenciar entre realidad y mito de las muchas historias que se cuentan sobre él.
Por otro lado, a los historiadores europeos no les interesó la historia de estos pueblos hasta un siglo después de este periodo, cuando los otomanos comenzaron a representar una amenaza para el mantenimiento del poder europeo.
El historiador otomano Kemalpaşazâde menciona que Osmán era el hijo menor de Ertoğrül, nacido alrededor de 1254 y fue criado en las formas tradicionales nómadas turcas; aprendió lucha, esgrima, equitación, tiro con arco y flecha y cetrería desde una edad temprana y rápidamente superó a sus hermanos en el dominio de estas habilidades. Se le enseñaron los principios del Islam, específicamente del sufismo, lo que se reflejó en su personalidad y estilo de vida.
En cuanto a sus antepasados, la narración más popular y clásica es que Osmán es el nieto de Süleyman Şah, quien murió ahogado mientras cruzaba el río Éufrates a caballo pero hay algunos historiadores que no están de acuerdo con esta versión.

## Antecedentes históricos

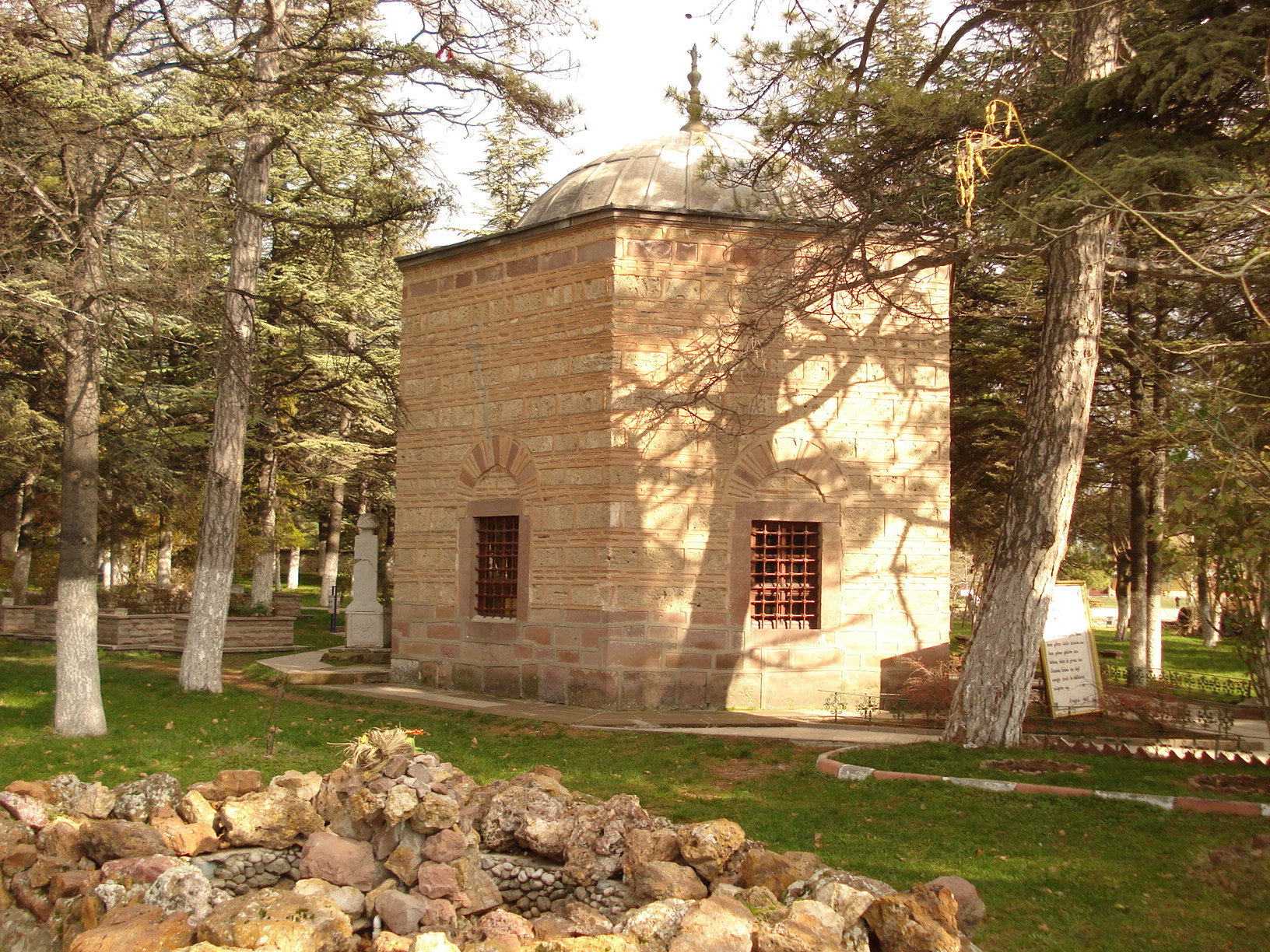
Tumba de Ertuğrul en Söğüt.

La mayoría de las fuentes coinciden en que los turcos otomanos pertenecían al clan Kayı Turcos Oghuz, que, según las tradiciones otomanas, huyeron de su tierra natal en Asia Central, durante los primeros años del siglo XIII, debido a las invasiones mongolas. El clan se estableció en Anatolia, en una región perteneciente al sultanato selyúcida de Rûm. Otras fuentes afirman que el clan Kayı se trasladó a Anatolia dos siglos antes de la fecha anteriormente mencionada, junto a los selyúcidas, cuando salieron de Transoxiana hacia el Gran Jorasán alrededor del año 1040 d. C. para residir cerca de la ciudad de Merv. Luego, el clan Kayı se trasladó hacia Anatolia Oriental después de 1071 CE, donde se desplazó junto a otros clanes turcos. Más tarde, se involucró en el ejército del sultán Kayqubad I y luchó contra el Imperio jorezmita, los mongoles y el Imperio Bizantino, que asaltaban las tierras selyúcidas. Según varias fuentes, los guerreros Kayı eran conocidos por ocupar las primeras filas en las batallas, y sus habilidades de lucha y su valentía fueron uno de los principales factores por los que los selyúcidas salieron victoriosos en muchas batallas. Este hecho impulsó al sultán Kayqubad a nombrar a Ertuğrul, el emir del clan, como Moqaddam (lugarteniente), y a recompensar a los Kayı algunas tierras fértiles cerca de Ankara, donde se establecieron y permanecieron al servicio del sultán durante varios años.
Más tarde, a Ertuğrul se le concedió el dominio de la ciudad de Söğüt en el noroeste de Anatolia, en la frontera bizantina. También obtuvo el título de Uç beyliği o Uç bey (literalmente: señor de la marcha). La concesión de este título estaba en consonancia con las tradiciones del sultanato selyúcida, que consiste en recompensar con el título de señor de la marcha a cualquier jefe de clan que ascendiese al poder y al que se unieran varios clanes menores. Sin embargo, Ertuğrul tenía ambiciones políticas de largo alcance. Buscaba expandirse más allá de las tierras que le habían sido recompensadas. Así, empezó a asaltar las posesiones bizantinas en nombre del sultán, conquistando con éxito varias ciudades y aldeas, y expandiendo lentamente su dominio durante la mitad del siglo que pasó como gobernador selyúcida. En el año 680 / 1281 d. C., Ertuğrul murió con casi 90 años de edad.

## Origen del Imperio Otomano
Su padre Ertoğrül llevó a su tribu (Kayi) del Asia Central hasta Anatolia, huyendo de la persecución de los mongoles. Con el auspicio de los selyúcidas de Rüm fundó un pueblo conocido como Söğüt, en el área noroccidental de la antigua Frigia. El lugar resultó ser muy favorable, pues en Occidente, el decadente Imperio bizantino experimentaba graves problemas políticos, mientras que las fuerzas musulmanas en Oriente se fragmentaban ante la agresión de los mongoles: en 1258 Bagdad fue saqueada por Hulagu, primer Il-Jan mongol de Irán.
Poco se sabe con certeza de las primeras actividades de Osmán, salvo que controlaba la región alrededor de la ciudad de Söğüt y que desde allí lanzó incursiones contra el vecino imperio bizantino. El primer evento datable de la vida de Osmán es la Batalla de Bafea en 1301 o 1302, en la que derrotó a una fuerza bizantina enviada para asesinarlo.
Osman siguió la estrategia de aumentar sus territorios a expensas de los bizantinos mientras evitaba el conflicto con sus vecinos turcos más poderosos. Sus primeros avances fueron a través de los pasos que conducen desde las áreas del norte de Frigia a las llanuras más fértiles de Bitinia.

### Ascenso al liderazgo
En 1281, Osmán fue declarado Bey de la ciudad de Söğüt tras la muerte de su padre. Sin embargo, uno de los principales rivales de Osmán y que quería convertirse en el líder de la tribu fue su tío Dündar Bey, quien podría haber conspirado para matar a su sobrino o rebelarse contra él cuando Osmán decidió atacar una pequeña isla griega. Dündar Bey vio la ambición de Osmán como una amenaza que podría poner en peligro a todo el clan y Osmán finalmente, según algunas fuentes, acabó matando a su tío por traición y desobediencia aunque algunos historiadores no están de acuerdo con este hecho.

### Importancia de la ubicación de la Tribu Kayi
Políticamente, Osmán mostró grandes habilidades formando y aplicando nuevos sistemas administrativos en su beylicato. Durante su reinado, los otomanos dieron grandes pasos hacia la transición del sistema de tribus nómadas a establecerse en asentamientos permanentes, lo que les ayudó a consolidar su posición y convertirse en una gran potencia.
Además, la ubicación del beylicato en el noroeste de Anatolia, junto a la cristiandad, impuso una política militar a los otomanos, lo que les proporcionó mejores posibilidades de crecimiento y expansión.
El beylicato de Osman también estaba relativamente lejos tanto de las invasiones mongolas como de la influencia de los poderosos beys turcomanos en el sur y suroeste de Anatolia. Esto, junto a su proximidad a la Ruta de la Seda que unía las tierras bizantinas en el oeste con las áreas controladas por los mongoles en el este, le dio características estratégicas y económicas destacadas. Además, el beylik osmánico era la única base islámica sufí frente a las regiones bizantinas aún no conquistadas, lo que lo convirtió en un refugio para muchos granjeros, guerreros y derviches turcomanos que huían de la persecución de los mongoles y bizantinos.

### El sueño de Osmán
Osmán tenía una relación muy cercana con un líder religioso sunita local llamado Sheikh Edebali. Surgió una historia entre los escritores otomanos posteriores para explicar la relación entre ambos, en la que Osmán tuvo un sueño premonitorio sobre sus conquistas y su legado. Las crónicas hablan de que Osmán vio que una luna salía del pecho de Edebali y se hundía en el pecho de Osmán. Entonces, un árbol brotó de su ombligo y su sombra rodeó el mundo, de donde brotaban arroyos al pie de las montañas. Algunas personas bebían de esa agua, otras regaban jardines y otras hicieron brotar más fuentes. Al contarle el sueño a Edebali, este le dijo que era un mensaje de Dios.
El sueño se convirtió en un mito fundacional importante para el imperio y también pudo haber servido como una forma de pacto: así como Dios prometió proporcionar soberanía a Osmán y sus descendientes, también estaba implícito que era el deber de Osmán proporcionar prosperidad a sus súbditos.

### Relaciones políticas al comienzo del reinado de Osmán
El historiador Cemal Kafadar establece que al principio de su reinado, Osmán mostró ingenio político al establecer relaciones con sus vecinos. Destaca que las alianzas de Osmán trascendieron las líneas tribales, étnicas y religiosas y puede haber seguido su instinto y los requisitos de sus aspiraciones políticas. Fue más inteligente y creativo que sus vecinos turcomanos al combinar las tradiciones turca, islámica y bizantina.
Además, Osmán colaboró con los Tekfurs bizantinos de las ciudades y pueblos vecinos a pesar de que eran enemigos. Forjó un acuerdo, por lo que su tribu, cada vez que se movían por las áreas de pastoreo en el verano, dejaban sus pertenencias en la fortaleza bizantina de Bilecik y, a su regreso, le daban a su gobernador una muestra de agradecimiento en forma de queso y mantequilla, hecho de leche de oveja conservado en pieles de animales, o una buena alfombra hecha de lana. Este acuerdo refleja la convivencia entre pastores, agricultores y habitantes urbanos, durante el reinado de Osmán. La amistad de Osmán con el gobernador bizantino Köse Mihal fue la culminación de esta convivencia entre musulmanes y bizantinos. Sin embargo, sus relaciones con los mongoles fue hostil debido a que generalmente los turcos despreciaban a los mongoles.
Osmán I se alió con los clanes turcomanos recién llegados a Anatolia, quienes se convirtieron en el corazón palpitante de las provincias fronterizas selyúcidas en total, y del beylicato osmánico en particular debido a su fuerte espíritu militarizado. Osmán también atrajo a muchos turcomanos de la región de Paflagonia para que se unieran a sus fuerzas. Estos turcomanos eran buenos guerreros y fueron instruidos al sufismo por varios jeques y deviches.
En cuanto a la jerarquía gobernante, Osmán I estuvo subordinado al emir chobanid en Kastamonu, seguido por el sultán selyúcida a través del bey germiyanida en Kütahya, quien a su vez estaba subordinado al Ilkhan mongol de Persia en Tabriz. Durante este período, los sultanes selyúcidas habían perdido su poder sobre sus emires locales, y el Ilkhan mongol ejerció su autoridad en Anatolia a través de sus generales (bagatur y noyan) designados, donde solicitó que todos los gobernadores locales, incluido Osmán, le enviaran soldados cuando lo solicitase.

## Expansión del Emirato de Osmán I
Hasta finales del siglo XIII, las conquistas de Osmán I incluyen las áreas de Bilecik, Yenişehir, que se convirtió en la capital otomana, İnegöl y Yarhisar y los castillos bizantinos en estas áreas.
En 1302, después de la Batalla de Bafea, Osmán comenzó a establecer sus fuerzas más cerca de las áreas controladas por los bizantinos. Alarmados por la creciente influencia de Osmán, los bizantinos huyeron gradualmente del campo de Anatolia. El liderazgo bizantino intentó contener la expansión otomana, pero sus esfuerzos fueron mal organizados e ineficaces. Mientras tanto, Osmán pasó el resto de su reinado expandiendo su control en dos direcciones, al norte a lo largo del curso del río Sakarya y al suroeste hacia el Mar de Mármara, logrando sus objetivos en 1308.
La última campaña de Osmán I fue contra la ciudad de Bursa, conquista que resultó extremadamente vital para los otomanos, aunque Osmán no participó físicamente en la batalla.

### Conquista de Karacahisar
Después de establecer su emirato, Osman tuvo que luchar en dos frentes: uno contra los bizantinos y el otro contra los beys turcomanos que se oponían a su gobierno, especialmente los germiyaníes. Osmán se centró en expandirse a expensas de los bizantinos y, desde entonces, el principal objetivo otomano se convirtió en la conquista de las tierras bizantinas restantes.
Algunas crónicas indican que la primera batalla que Osmán lanzó contra los bizantinos tenía como objetivo vengar una derrota que sufrió en la primavera de 1284 o 1285, donde los bizantinos le tendieron una emboscada a él y a sus hombres. Osmán hizo frente a la emboscada pero fue derrotado y se retiró con numerosas bajas, incluida la de su sobrino Koca Saruhan Bey, hijo de su hermano Savcı Bey. Como venganza,  Osmán avanzó hacia Kulacahisar, atacó de noche y logró conquistarlo, extendiendo su beylicato hacia el norte hacia la proximidad del lago İznik. Debido a esta conquista, los otomanos y los bizantinos se encontraron nuevamente en la batalla y tuvieron feroces combates en los que murieron el hermano de Osmán, Savcı Bey, y el comandante bizantino Pilatos. La batalla terminó con la victoria otomana. Luego, los otomanos entraron en Karacahisar donce, por primera vez, convirtieron la iglesia de la ciudad en una mezquita.
La última victoria de Osmán fue la más grande hasta esa fecha. El sultán selyúcida Alâeddin Kayqubad III expresó su profundo aprecio por los logros de Osmán en nombre de los selyúcidad, otorgándole el título de Ḥaḍrat ʻUthmān ghāzī marzubān 'Âli Jâh ʻUthmān Shāh (el honorable conquistador y guardián fronterizo Osman Shāh). El sultán también otorgó a Osmán el gobierno de todas las tierras que conquistó, así como las ciudades de Eskişehir e İnönü y lo eximió de todo tipo de impuestos.Además, Osmán I recibió varios obsequios del sultán como un estandarte de guerra dorado, un mehter (tambor de guerra), un tuğ (un poste con pelos de cola de caballo dispuestos circularmente), una borla, una espada dorada, una silla de montar y cien dirhams.Comienza a ser conocido como Kara Osman Bey (kara: negro, en turco). En el territorio (aún exiguo) que controla, las plegarias de los viernes se dicen en su nombre. A partir de 1299 acuñó monedas en su nombre.
Se narra que cuando se tocaron los tambores anunciando la llegada del sultán Kayqubad, Osman se puso de pie en glorificación y permaneció así hasta que la música se detuvo. Desde ese día, los soldados otomanos se pusieron de pie para glorificar a su sultán cada vez que se tocaban los tambores.

### Conquista de Bilecik, Yarhisar e İnegöl
Poco después de la conquista de Karacahisar, Osmán marchó con sus soldados al norte hacia el río Sakarya. A su llegada allí, asaltó y saqueó los fuertes de Göynük y Yenice Taraklı. Muchos argumentan que durante este tiempo, Osmán recibió un mensaje de su amigo bizantino Köse Mihal, advirtiéndole de una conspiración secreta de los tekfurs de Bilecik y Yarhisar, que tenían el objetivo de matarlo después de invitarlo a asistir a la boda de sus hijos. Esto decepcionó profundamente a Osmán porque consideraba que su relación con Bilecik se basaba en la confianza y la buena fe, sobre todo, porque su clan solía dejar las pertenencias en ese lugar cuando se movían en las áreas de pastoreo.
Para escapar de la trampa, envió a cuarenta de sus soldados llevando algunas de las pertenencias del clan para guardarlas en Bilecik, mientras la mayoría de sus habitantes asistían a la boda afuera. Una vez que sus hombres entraron en el fuerte, rápidamente dominaron su pequeña guarnición y cayó en manos de los otomanos. Luego, Osman fue al festín seguido por algunos caballeros bizantinos que fueron fácilmente emboscados por sus hombres más tarde. Tuvo lugar una breve batalla en la que Osman salió victorioso y la mayoría de los bizantinos murieron. Después de eso, Osman cabalgó hacia Yarhisar y lo tomó por sorpresa. La hija del tekfur, Holophira, también fue capturada y años más tarde, se casó con su hijo Orhan, cambiando su nombre a Nilüfer Hatun. Después de apoderarse de todos los pueblos y aldeas que rodeaban İnegöl, ordenó la ejecución del tekfur del lugar, ya que era conocido por perseguir a sus vecinos musulmanes.

### Independencia del Emirato de Osmán
Después de sus múltiples victorias, Osmán aspiraba a expandirse en dos ejes, con el principal objetivo de aislar las ciudades bizantinas para conquistarlas. En primer lugar, bloqueó la carretera que conduce a İznik desde el lado este y luego avanzó desde el oeste hacia Lopadion y Evrenos.
La desaparición del Sultanato Selyúcida de Rûm le dio a Osmán autonomía sobre su dominio y se centró en conquistar la última de las ciudades, pueblos y fortalezas bizantinas en Anatolia. Debido a que el sultán Alâeddin Kayqubad III no había dejado descendencia, los visires y nobles decidieron que Osmán se convirtiera en el nuevo sultán y así fue.

### Batalla de Bafea
Poco después de que Osmán asegurara su independencia y estableciera el control de todas las fortalezas que conquistó, envió mensajes a todos los tekfurs bizantinos restantes en Anatolia para que eligieran entre aceptar el camino de Islam sufí, la soberanía otomana y pagar la Yizia o la guerra.
En la primavera de 1302, el emperador Miguel IX lanzó una campaña que llegó al sur hasta Magnesia. A pesar de que el emperador trataba de enfrentarse a los otomanos, estos evitaron una batalla abierta debido al gran ejército del emperador. Sin embargo, el ejército imperial comenzó a disolverse y a debilitarse sin participar en ninguna batalla, debido a que las tropas locales se fueron para defender sus hogares que fueron asaltados continuamente por los otomanos. Finalmente, el emperador bizantino tuvo que retirarse por mar, junto a una oleada de refugiados.
Sin embargo, los bizantinos respondieron con fuerza mandando una advertencia para los pueblos y ciudades otomanas. A pesar de eso, cuando los lugareños notaron el liderazgo y la fuerza militar de Osmán así como su fe religiosa, se unieron a él, formando un muro impenetrable contra los bizantinos. Incluso varios bizantinos se unieron a Osmán, algunos de los cuales eran prisioneros de guerra liberados que optaron por alinearse con él, supuestamente debido al buen trato que recibieron durante su custodia.
Finalmente, los ejércitos bizantino y otomano se encontraron el 27 de julio de 1302 en la llanura de Bafea. El ejército otomano estaba formado por caballería ligera al mando del propio Osmán, y contaba con alrededor de 5.000, mientras que los bizantinos contaban con alrededor de 2.000 hombres. Los otomanos cargaron rápidamente contra los bizantinos, cuyo líder, Andrónico II Paleólogo, no participó en la batalla, logrando la victoria.
El éxito en la Batalla de Bafea fue la primera gran victoria de Osmán y que tuvo una importancia trascendental para su futura expansión. Según los historiadores, la batalla permitió a los otomanos lograr las características y cualidades de un verdadero estado.
Después de la victoria en Bafea, Osmán dividió las tierras conquistadas entre sus parientes y los líderes del ejército, dándole Eskişehir a su hermano Gündüz bey, Karacahisar a su hijo Orhan, Yarhisar a Hasan Alp e İnegöl a Turgut Alp.

### Conquista de Yenişehir y sus alrededores
Después de asegurar sus fronteras del norte al llegar al Mar Negro y al Mar de Mármara, Osmán envió una gran campaña a la fortaleza de Yāvandhisar, la atacó, tomándola con facilidad, y la convirtió en su capital temporal. Poco después, Osmán comenzó a enviar más campañas contra las ciudades bizantinas restantes y conquistó varias fortalezas, incluidas Lefke, Akhisar, Koçhisar, Yenicehisar, Marmaracık y Köprühisar.

### Conquista de Bursa
Después de tomar Yenişehir, Osmán I centró sus esfuerzos en grandes ciudades aisladas, comenzando por Bursa, sin saber que esta sería su última campaña. El asedio otomano duró entre seis y nueve años debido a que los otomanos no tenían máquinas de asedio y nunca antes habían capturado una ciudad tan fortificada.
Durante el largo asedio, Osmán y algunos de sus comandantes militares conquistaron las fortalezas bizantinas más pequeñas, en las que varios tekfurs reconocieron la soberanía de Osmán y se convirtieron entre sus súbditos, algunos de los cuales aceptaron el Islam en el proceso.
Sin embargo, poco después Osmán comenzó a sufrir gota y no pudo acompañar a sus soldados en más campañas por lo que encomendó a su hijo Orhan.
Después de la toma de Bursa, las gentes bizantinas de la ciudad no sufrieron ningún daño, reconocieron la soberanía otomana y se comprometieron a pagar yizia. Incluso Saroz, el líder del ejército bizantino, se rindió a Orhan y juró lealtad a su padre Osmán. También se convirtió al Islam y recibió el título de "Bey" por respeto a su coraje y paciencia durante el largo asedio
Según algunas fuentes, Osmán murió justo antes de la toma de la ciudad, aunque otras sugieren que vivió lo suficiente para escuchar acerca de la victoria en su lecho de muerte.

## Consortes
Tuvo dos esposas:
- Malhun Hatun (c.1268 — Noviembre de 1326), hija de Ömer Abdulaziz bey, visir de Anatolia [1]

- Rabi'a Bala Hatun (c. 1258 - enero de 1324), hija del famoso jeque Edebali.

## Descendencia

### Hijos
- Orhan Bey (1281 — 1362), bey con el nombre de Orhan I Gazi; Hijo de Malhun Hatun

- Alaaddin Bey (1290 — 1331)  Hijo de Rabi'a Bala Hatun

- Çoban Bey (1283 — 1337) Hijo de Malhun Hatun

- Fatma Hatun (1284 — 1347) Hija de Malhun Hatun

- Pazarli Bey (1285 — 1311) Hijo de Malhun Hatun

- Hamid Bey (1288 — 1329) Hijo de Malhun Hatun

- Melik Bey (1290 — 1366)  Hijo de Malhun Hatun

- Savcı Bey (1294 — 1325) Hijo de Malhun Hatun

## Enlaces Externales
- Testamento de Osman Gazi, fundador del Imperio Otomano, dirigido a su hijo Orhan Gazi